# Stanovsko
Stanovsko is een plaats in Slovenië en maakt deel uit van de gemeente Poljčane in de NUTS-3-regio Podravska. De plaats telde 233 inwoners op 1 januari 2020.